# Gnophos culminata
Gnophos culminata är en fjärilsart som beskrevs av Brandt 1958. Gnophos culminata ingår i släktet Gnophos och familjen mätare. Inga underarter finns listade i Catalogue of Life.